# -fobi
Fobi används i överförd betydelse i icke-medicinsk eller icke-psykologisk mening, ofta om olika sorters avsky. Dessa termer är oftast konstruerade med efterledet -fobi. Ett antal av dessa termer beskriver en negativ attityd mot en specifik grupp människor, en åsikt eller ideologi utan saklig grund.  

## Icke-psykologiska medicinska tillstånd
Ordet fobi kan också symbolisera andra tillstånd än rädsla. Till exempel, trots att termen hydrofobi betyder rädsla för vatten, så betyder den också oförmåga att dricka vatten på grund av illamående, eller kan beskriva en kemisk sammansättning som repellerar vatten. På samma sätt kan termen fotofobi användas för att definiera en fysisk åkomma (dvs. en motvilja mot ljus på grund av inflammerade ögon eller orimligt vidgade pupiller) och behöver inte nödvändigtvis betyda rädsla för ljus.

## I brottsstatistik och politik
I ett antal termer som slutar med efterledet -fobi används begreppet i överförd betydelse om annat än kliniska tillstånd. Termerna används i brottsstatistik för att ange motiv till hatbrott såsom hets mot folkgrupp, samt i sociologiska och politiska sammanhang som etiketter på konspirationsteoretiska uppfattningar.

### Exempel på fobi i överförd betydelse
Följande exempel är inte sjukliga fobier, utan avser motvilja, hat, hets, fientlighet, fördomar eller konspirationsteorier mot olika grupper:
- Bifobi - mot bisexualitet eller bisexuella
- Heterofobi - mot heterosexualitet eller heterosexuella
- Homofobi[1] - mot homosexualitet eller homosexuella
- Islamofobi[2] - muslimer eller islam
- Kristofobi - mot kristendom eller kristna
- Lesbofobi - mot lesbianism eller lesbiska
- Oikofobi[3] - mot egna hemmet eller kulturen
- Transfobi - mot transsexualitet eller transsexuella
- Xenofobi - mot främlingar eller utlänningar